# Шанчерово
Шанчерово — деревня Жмуровского сельского поселения Михайловского района Рязанской области России.

## Население
| 1859 | 1906 | 2010 |
| ---- | ---- | ---- |
| 336  | ↗577 | ↘26  |

## История
Малая родина композитора и дирижёра В. И. Агапкина и Героя Советского Союза В. Я. Кондакова (по другим данным, родился в д. Иваньково).
16 августа 2014 года в деревне открыт бронзовый бюст В. И. Агапкина (скульптор — Олег Седов).